# Ricardo Domeneck
Ricardo Domeneck (Bebedouro, 1977) é um escritor e artista visual brasileiro, que vive e trabalha em Berlim, Alemanha.

## Literatura
Estreou com o livro Carta aos anfíbios (Bem-Te-Vi, 2005). Seu segundo livro, intitulado a cadela sem Logos (2007), integrou a coleção de poesia contemporânea "Ás de Colete", dirigida pelo poeta e editor carioca Carlito Azevedo para uma parceria entre a editora paulistana Cosac Naify e a editora carioca 7Letras, que também lançaria em 2009 o livro Sons: Arranjo: Garganta. Em 2011, publicou a plaquete Cigarros na cama, lançada em conjunto pela Livraria Berinjela e pela revista Modo de Usar & Co.. Seguiram-se as coletâneas de poemas Ciclo do amante substituível (7Letras, 2012), Medir com as próprias mãos a febre (7Ltreas, 2015), Odes a Maximin (Garupa Edições, 2018), Doze cartas (Garupa, 2019) e O morse desse corpo (7Letras, 2020). Estreou em prosa com o livro Manual para melodrama (7Letras, 2016), seguido da coletânea de contos Sob a sombra da aboboreira (7Letras, 2017). 
Colaborou com o editor Cide Piquet na edição do volume póstumo de poemas de Hilda Machado, Nuvens (Editora 34, 2018), e com Guilherme Gontijo Flores na edição de um livro inédito de Maria Lúcia Alvim, Batendo pasto (2020), pela Relicário Edições. 
Colaborou com revistas impressas e virtuais, como Inimigo Rumor, Cacto, Germina, Asymptote, Green Integer Review e Words Without Borders. Seus poemas foram incluídos em antologias de poesia contemporânea brasileira na Argentina, Estados Unidos, Eslovênia, Espanha e Alemanha. Foi coeditor, com Marília Garcia, Angélica Freitas e Fabiano Calixto, da revista de poesia Modo de Usar & Co., e das extintas revistas eletrônicas Hilda e Cabaret Wittgenstein. Vive desde 2002 em Berlim, na Alemanha. 

## Vídeo e poesia sonora
A partir da apresentação de um vídeo intitulado "Garganta com texto" na TV Cultura em dezembro de 2006, seu trabalho passou a utilizar um vocabulário multidisciplinar, movendo-se entre escrita, videoarte e performance. Fez parte de um grupo de pesquisa corporal das técnicas coligidas e sistematizadas pelo coreógrafo mineiro Klauss Vianna, uma influência sobre seu trabalho poético. 
É curador e organizador de eventos na capital alemã, co-fundador do coletivo Gully Havoc, promovendo apresentações de outros artistas, como a japonesa Hanayo, os americanos Kevin Blechdom e Mount Sims, os alemães Wolfgang Müller, Apparat e T.Raumschmiere, a belga Barbara Panther, os islandeses do Hellvar, ou o cineasta canadense Bruce LaBruce. O coletivo é responsável por selos musicais que lançaram, entre outros, o álbum L.I.C.K. My Favela, do duo Tetine, e gravações do alemão Nelson Bell e do austríaco Oskar J. Mayböck. 

## Reconhecimento acadêmico
A obra de Ricardo Domeneck foi objeto de uma dissertação de Mestrado da pesquisadora Bárbara Peixoto, da UFU. Desde a década de 2010, foram publicados artigos acadêmicos a respeito da relação de Domeneck com o lirismo, o erotismo e a política, e o modernismo no Brasil.

## Publicações
- Carta aos anfíbios (Editora Bem-Te-Vi, 2005)
- a cadela sem Logos (Cosac Naify/7Letras, 2007)
- Sons: Arranjo: Garganta (Cosac Naify/7Letras, 2009)
- Cigarros na cama (Berinjela/Modo de Usar & Co., 2011)
- Ciclo do amante substituível (7Letras, 2012)
- Medir com as próprias mãos a febre (7Letras, 2015)
- Manual para melodrama (7Letras, 2016)
- Sob a sombra da aboboreira, contos (7Letras, 2017)
- Odes a Maximin (Garupa Edições, 2018)
- Doze Cartas (Garupa Edições, 2019)
- O morse desse corpo (7Letras, 2020)